# Mahamane Laouali Dan-Dah
Mahamane Laouali Dan-Dah (* 1966) ist ein nigrischer Jurist und Politiker.

## Leben
Mahamane Laouali Dan-Dah studierte an der Universität Niamey in Niger, die er 1989 mit einer Maîtrise in Rechtswissenschaft abschloss. Danach besuchte er die École nationale de la magistrature in Frankreich, an der er 1992 ein Diplom als Richter und Staatsanwalt erwarb.
Dan-Dah arbeitete von 1992 bis 1997 als stellvertretender Staatsanwalt am Tribunal von Niamey. Im Zuge dessen war er auch für die Leitung der Gerichtspolizei verantwortlich. Ab 1994 wirkte er zudem als Dozent an der Universität Niamey. Er war 1995 Mitglied einer staatlichen Kommission, die für die Überprüfung der öffentlichen Verwaltung sowie staatlicher und staatsnaher Unternehmen zuständig war. Von 1997 bis 1998 war er als Richter für Zivil-, Handels- und Gewohnheitsrechtsfälle in der Gemeinde Niamey III tätig. Ferner fungierte er als Generalsekretär der autonomen Gewerkschaft der Richter und Staatsanwälte Nigers, die er in internationalen Gremien vertrat. Dan-Dah arbeitete von August 1998 bis April 1999 als Präsident der unabhängigen nationalen Wahlkommission CENI.
Er wurde am 16. April 1999 als Minister für Justiz und Menschenrechte in die Regierung von Übergangsstaatschef Daouda Malam Wanké berufen. Dieses Amt hatte Dan-Dah bis 5. Januar 2000 inne, als er von Ali Sirfi in der neuen Regierung von Staatschef Mamadou Tandja abgelöst wurde.
Dan-Dah war ab 2001 als Generaldirektor des Forschungsbüros Niger Horizons tätig. Er wurde 2004 Doktor der Rechte an der Universität Pau in Frankreich. In seiner Dissertation befasste er sich mit dem rechtlichen Konzept der dezentralisierten Verwaltung natürlicher Ressourcen in Niger. Er wirkte als Leiter oder Mitglied verschiedener staatlicher Gremien. So war er unter anderem nationaler Koordinator zur Bekämpfung des illegalen Drogenkonsums und Drogenhandels sowie Mitglied eines interministeriellen Komitees zur Privatisierung staatlicher Unternehmen.
Von 1. März 2010 bis 21. April 2011 gehörte Mahamane Laouali Dan-Dah erneut der Regierung eines Übergangsstaatschefs an, diesmal der Regierung von Salou Djibo. Er war Minister für Sekundarschulen, Hochschulen und wissenschaftliche Forschung sowie Regierungssprecher.

## Ehrungen
- Kommandeur des Verdienstordens Nigers[1]